# 343. Infanterie-Division (Wehrmacht)
La 343. Infanterie-Division fu una divisione dell'esercito tedesco attiva durante la seconda guerra mondiale che venne creata nel 1942 e fu schierata lungo il fronte occidentale dove fu distrutta nel 1944.

## Storia
La divisione fu istituita il 1º ottobre 1942 nell'area di addestramento militare di Grafenwöhr e venne schierata in Bretagna con compiti di guardia costiera. Il 19 luglio 1943 ricevette un reggimento dalla 266. Infanterie-Division. Dopo lo sbarco in Normandia, il 6 giugno 1944, la divisione fu respinta nella città di Brest e fu distrutta in diverse battaglie difensive. I suoi resti furono fatti prigionieri il 19 settembre 1944 e la divisione fu ufficialmente sciolta il 29 settembre 1944.

## Ordine di battaglia
- Festungs-Grenadier-Regiment 851
- Festungs-Grenadier-Regiment 852
- Festungs-Grenadier-Regiment 898
- Artillerie-Regiment 343
- Pionier-Bataillon 343
- Divisions-Nachrichten-Abteilung 343
- Divisions-Nachschubführer 343[1]

## Decorazioni
Un soldato della 343. Infanterie-division è stato premiato per le sue azioni in guerra con una Croce di Cavaliere della croce di ferro.

## Comandanti
- Generalleutnant Friedrich Zwickwolff (28 settembre - 25 agosto 1943)
- Generalmajor Hermann Kruse (25 agosto 1943 - 1º febbraio 1944)
- Generalleutnant Erwin Rauch (1º febbraio 1944 - 29 settembre 1944)[1]